# Enragé
Pour plus de détails, voir Fiche technique et Distribution.
Enragé (Unhinged) est un thriller américain réalisé par Derrick Borte et sorti en 2020. Il s'agit de l'un des premiers films américains « majeurs » à sortir au moment du confinement lié à la pandémie de Covid-19.

## Synopsis
À La Nouvelle-Orléans (sans que la ville soit mentionnée dans le film), Rachel Hunter vit une période compliquée. Ce matin-là, elle est en retard pour conduire son fils Kyle à l’école. Elle se retrouve coincée à un feu derrière un pick-up qui ne redémarre pas. Perdant patience, elle klaxonne et passe devant lui. Quelques mètres plus loin, le même véhicule s’arrête à son niveau. Le conducteur, Tom Cooper, la somme de s’excuser, mais elle refuse. Furieux, il commence à la poursuivre, bien décidé à lui apprendre la politesse. La journée de Rachel se transforme alors en un véritable cauchemar.

## Fiche technique
Sauf indication contraire, les informations mentionnées dans cette section peuvent être confirmées par la base de données cinématographiques IMDb,  présente dans la section « Liens externes ».
- Titre original : Unhinged
- Titre français et québécois : Enragé
- Réalisation : Derrick Borte
- Scénario : Carl Ellsworth
- Musique : David Buckley
- Direction artistique : Paul Jackson et Paul Luther Jackson
- Décors : Freddy Waff
- Costumes : Denise Wingate
- Photographie : Brendan Galvin
- Montage : Michael McCusker, Steve Mirkovich et Tim Mirkovich
- Production : Lisa Ellzey, Mark Gill et Andrew Gunn
- Production déléguée : Guy Bonham, Crystal Bourbeau, Anders Erdén, Christopher Milburn, Peter Touche et Gareth West
- Sociétés de production : Burek Films, Ingenious Media et Solstice Studios
- Sociétés de distribution : Solstice Studios (États-Unis) ; SND (France), VVS Films (Québec)
- Budget : 33 millions de dollars[2]
- Pays de production :  États-Unis
- Langue originale : anglais
- Format : couleur - 2,35:1
- Genre : action, thriller, road movie
- Dates de sortie :
  - Québec : 14 août 2020
  - France : 19 août 2020
  - États-Unis : 21 août 2020
- Classification :
  -  France : interdit aux moins de 12 ans avec avertissement lors de sa sortie en salles et aux moins de 16 ans à la télévision.
  -  États-Unis : R (interdit aux moins de 17 ans non accompagnées d'un adulte)

## Distribution
- Russell Crowe (VF : Emmanuel Jacomy ; VQ : Pierre Auger) : Tom Cooper
- Caren Pistorius (VF : Isabelle Desplantes ; VQ : Ariane-Li Simard-Côté) : Rachel Hunter
- Jimmi Simpson (VF : Sébastien Desjours ; VQ : Nicolas Charbonneaux-Collombet) : Andy
- Gabriel Bateman (VF : Coralie Thuilier ; VQ : Lorik Saxena) : Kyle Hunter
- Lucy Faust : Rosie
- Anne Leighton (VF : Laura Blanc) : Deborah Haskell
- Austin McKenzie (VF : Clément Moreau) : Fred Purvis
- Stephen Louis Grush (VF : Laurent Baulain) : Leo
- Devyn A. Tyler : Mme Ayers
- Michael Papajohn : Homer

 Source et légende : version québécoise (VQ) sur Doublage.qc.ca

## Production
Le rôle de Tom Cooper est initialement proposé à Nicolas Cage, avant de revenir à Russell Crowe. Ce dernier est pourtant très réticent au départ : « C'est hors de question ! Je ne tournerai jamais un film qui me fout autant la trouille ! Et ce personnage est abominable ! Mais en réfléchissant à ma réaction, je me suis dit “et pourquoi donc renoncer à un tel projet ?” Au contraire, il correspond à ce que je recherche – me lancer de nouveaux défis ».
Le tournage a lieu à l'été 2019 en Louisiane : à Kenner et La Nouvelle-Orléans. Il s'achève en septembre 2019,,.

## Accueil

### Critiques
Le film reçoit des critiques mitigées. Sur l'agrégateur américain Rotten Tomatoes, il récolte 48 % d'opinions favorables pour 160 critiques et une note moyenne de 5,29⁄10. Sur Metacritic, il obtient une note moyenne de 40⁄100 pour 36 critiques.
En France, le film obtient une note moyenne de 3,8⁄5 sur le site Allociné, qui recense 6 titres de presse.
Pour Frédéric Strauss de Télérama, « en pleine pénurie de stars hollywoodiennes au cinéma, le retour du Gladiator néo-zélandais en méchant fou du volant ne laisse pas indifférent. Mais le thriller naïf de Derrick Borte, actuellement en salles, n’a pas d’autre bonne surprise à offrir. ».
Pour le site Écran large, « si "Enragé" peine un peu à énoncer subtilement ses intentions, il se rattrape quand il s'agit de les mettre en scène. La brutalité en creux d'un monde urbain toujours plus oppressant explose dans une course poursuite sans répit, aussi honnête que jouissive. ».

### Box-office
| Pays ou région    | Box-office      | Date d'arrêt du box-office | Nombre de semaines |
| ----------------- | --------------- | -------------------------- | ------------------ |
| États-Unis Canada | 20 831 465 $    | 19 novembre 2020           | 14                 |
| France            | 342 177 entrées | 27 octobre 2020            | 10                 |
| Total mondial     | 42 831 465 $    | -                          | -                  |